# Liste der Naturdenkmäler in Sand in Taufers
Die Liste der Naturdenkmäler in Sand in Taufers (italienisch Campo Tures) enthält die 57 als Naturdenkmal ausgewiesenen Objekte auf dem Gebiet der Gemeinde Sand in Taufers in Südtirol.
Basis ist das im Internet einsehbare offizielle Verzeichnis der Naturdenkmäler in Südtirol (Stand: 23. Januar 2015). Dabei kann es sich um botanische, geologische oder hydrologische Naturdenkmäler handeln. Die Reihenfolge in dieser Liste orientiert sich an der ID, alternativ ist sie auch nach dem Namen sortierbar.

## Liste
| Foto |                 | Name                                                                                     | Standort                      | Beschreibung                                                                                        |
| ---- | --------------- | ---------------------------------------------------------------------------------------- | ----------------------------- | --------------------------------------------------------------------------------------------------- |
| BW   | Datei hochladen | eine Eiche in Sand in Taufers ID: 078_G01                                                | 46° 55′ 15″ N, 11° 57′ 17″ O  | Botanisches Naturdenkmal: Eiche                                                                     |
| BW   | Datei hochladen | zwei Ahorne in Sand in Taufers ID: 078_G02                                               | 46° 55′ 8″ N, 11° 57′ 8″ O    | Botanisches Naturdenkmal: Ahorn                                                                     |
| BW   | Datei hochladen | eine Linde in Sand in Taufers ID: 078_G03                                                | 46° 55′ 6″ N, 11° 57′ 9″ O    | Botanisches Naturdenkmal: Linde                                                                     |
| BW   | Datei hochladen | eine Linde in Sand in Taufers ID: 078_G04                                                | 46° 54′ 58″ N, 11° 57′ 17″ O  | Botanisches Naturdenkmal: Linde                                                                     |
| BW   | Datei hochladen | eine Linde in Mühlen ID: 078_G05                                                         | 46° 53′ 59″ N, 11° 56′ 35″ O  | Botanisches Naturdenkmal: Linde                                                                     |
| BW   | Datei hochladen | eine Zirbelkiefer in Rain ID: 078_G06                                                    | 46° 56′ 59″ N, 12° 3′ 47″ O   | Botanisches Naturdenkmal: Zirbe                                                                     |
| BW   | Datei hochladen | Pojer Wasserfall ID: 078_G07                                                             | 46° 56′ 12″ N, 11° 56′ 16″ O  | Hydrologisches Naturdenkmal: Wasserfall                                                             |
| BW   | Datei hochladen | Traiersee ID: 078_G08                                                                    | 46° 55′ 8″ N, 11° 54′ 51″ O   | Hydrologisches Naturdenkmal: See                                                                    |
| BW   | Datei hochladen | Eislöcher bei Mühlen ID: 078_G09                                                         | 46° 53′ 37″ N, 11° 56′ 28″ O  | Geologisches Naturdenkmal: Eisloch                                                                  |
| BW   | Datei hochladen | Einödau ID: 078_G10                                                                      | 46° 52′ 36″ N, 11° 57′ 17″ O  | Botanisches Naturdenkmal: Augebüsch                                                                 |
| BW   | Datei hochladen | Gletscher- bzw. Strudeltöpfe am linken Ufer des Reinbaches ID: 078_P01                   | 46° 55′ 3″ N, 11° 59′ 41″ O   | Geologisches Naturdenkmal: Gletschertopf                                                            |
| BW   | Datei hochladen | Karren im Tonalit des Vorlandes des Hochgall (Silikatgesteintgesteinskarren) ID: 078_P02 | 46° 55′ 32″ N, 12° 7′ 19″ O   | Geologisches Naturdenkmal: Karstbildung                                                             |
| BW   | Datei hochladen | Felsenfenster im Fensterlekofl ID: 078_P03                                               | 46° 53′ 35″ N, 12° 2′ 33″ O   | Geologisches Naturdenkmal: Geomorphologisches Objekt                                                |
| BW   | Datei hochladen | Beispiel eines Nunatakers ID: 078_P04                                                    | 46° 55′ 37″ N, 12° 6′ 14″ O   | Geologisches Naturdenkmal: Nunataker                                                                |
| BW   | Datei hochladen | Klammlsee ID: 078_P05                                                                    | 46° 58′ 55″ N, 12° 7′ 41″ O   | Hydrologisches Naturdenkmal: See                                                                    |
| BW   | Datei hochladen | Kofler Seen ID: 078_P06                                                                  | 46° 57′ 26″ N, 12° 5′ 41″ O   | Hydrologisches Naturdenkmal: See                                                                    |
| BW   | Datei hochladen | Kofler Seen ID: 078_P07                                                                  | 46° 57′ 23″ N, 12° 6′ 1″ O    | Hydrologisches Naturdenkmal: See                                                                    |
| BW   | Datei hochladen | Kofler Seen ID: 078_P08                                                                  | 46° 57′ 27″ N, 12° 6′ 18″ O   | Hydrologisches Naturdenkmal: See                                                                    |
| BW   | Datei hochladen | Kofler Seen ID: 078_P09                                                                  | 46° 57′ 33″ N, 12° 6′ 28″ O   | Hydrologisches Naturdenkmal: See                                                                    |
| BW   | Datei hochladen | Maler See ID: 078_P10                                                                    | 46° 55′ 22″ N, 12° 5′ 19″ O   | Hydrologisches Naturdenkmal: See                                                                    |
| BW   | Datei hochladen | Schwarzsee ID: 078_P11                                                                   | 46° 57′ 20″ N, 12° 0′ 33″ O   | Hydrologisches Naturdenkmal: See                                                                    |
|      | Datei hochladen | Schrein See ID: 078_P12                                                                  | Koordinaten fehlen! Hilf mit. | Hydrologisches Naturdenkmal: See                                                                    |
|      | Datei hochladen | Schlossbergsee ID: 078_P13                                                               | Koordinaten fehlen! Hilf mit. | Hydrologisches Naturdenkmal: See                                                                    |
|      | Datei hochladen | Warme Seabl ID: 078_P14                                                                  | Koordinaten fehlen! Hilf mit. | Hydrologisches Naturdenkmal: See                                                                    |
|      | Datei hochladen | Moosstockseelein ID: 078_P15                                                             | Koordinaten fehlen! Hilf mit. | Hydrologisches Naturdenkmal: Weiher/Teich                                                           |
| BW   | Datei hochladen | Napfenlacke ID: 078_P16                                                                  | 46° 58′ 21″ N, 12° 7′ 10″ O   | Hydrologisches Naturdenkmal: Vom Klammelsee im Knuttental rechts Weg Nr. 9A bergauf, See auf 2485 m |
|      | Datei hochladen | Bergsee (Oberer Napfsee) ID: 078_P17                                                     | Koordinaten fehlen! Hilf mit. | Hydrologisches Naturdenkmal: See                                                                    |
|      | Datei hochladen | Bergsee (Brunnersee) ID: 078_P18                                                         | Koordinaten fehlen! Hilf mit. | Hydrologisches Naturdenkmal: See                                                                    |
|      | Datei hochladen | Bergsee (Lichtsee) ID: 078_P19                                                           | Koordinaten fehlen! Hilf mit. | Hydrologisches Naturdenkmal: See                                                                    |
|      | Datei hochladen | Bergsee (Ursprungsee) ID: 078_P20                                                        | Koordinaten fehlen! Hilf mit. | Hydrologisches Naturdenkmal: See                                                                    |
|      | Datei hochladen | Bergsee (Lenksteinsee) ID: 078_P21                                                       | Koordinaten fehlen! Hilf mit. | Hydrologisches Naturdenkmal: See                                                                    |
|      | Datei hochladen | Bergsee (Grünsee) ID: 078_P22                                                            | Koordinaten fehlen! Hilf mit. | Hydrologisches Naturdenkmal: See                                                                    |
|      | Datei hochladen | Bergsee (Mändelsee) ID: 078_P23                                                          | Koordinaten fehlen! Hilf mit. | Hydrologisches Naturdenkmal: See                                                                    |
|      | Datei hochladen | Bergsee (Schwarze Lacke) ID: 078_P24                                                     | Koordinaten fehlen! Hilf mit. | Hydrologisches Naturdenkmal: See                                                                    |
|      | Datei hochladen | Wasserfall (Abfaller) ID: 078_P25                                                        | Koordinaten fehlen! Hilf mit. | Hydrologisches Naturdenkmal: Wasserfall                                                             |
|      | Datei hochladen | Wasserfall (Kofelfall) ID: 078_P26                                                       | Koordinaten fehlen! Hilf mit. | Hydrologisches Naturdenkmal: Wasserfall                                                             |
|      | Datei hochladen | Wasserfall (Wieserwasserfall) ID: 078_P27                                                | Koordinaten fehlen! Hilf mit. | Hydrologisches Naturdenkmal: Wasserfall                                                             |
|      | Datei hochladen | Wasserfall (Elzafall) ID: 078_P28                                                        | Koordinaten fehlen! Hilf mit. | Hydrologisches Naturdenkmal: Wasserfall                                                             |
|      | Datei hochladen | Wasserfall (Tristenwasserfall) ID: 078_P29                                               | Koordinaten fehlen! Hilf mit. | Hydrologisches Naturdenkmal: Wasserfall                                                             |
|      | Datei hochladen | Wasserfall (Alblbachfall) ID: 078_P30                                                    | Koordinaten fehlen! Hilf mit. | Hydrologisches Naturdenkmal: Wasserfall                                                             |
|      | Datei hochladen | Wasserfall (Wasserfalle) ID: 078_P31                                                     | Koordinaten fehlen! Hilf mit. | Hydrologisches Naturdenkmal: Wasserfall                                                             |
|      | Datei hochladen | Wasserfall (Stiegenwasserfall) ID: 078_P32                                               | Koordinaten fehlen! Hilf mit. | Hydrologisches Naturdenkmal: Wasserfall                                                             |
|      | Datei hochladen | Wasserfall (Lanebachfall) ID: 078_P33                                                    | Koordinaten fehlen! Hilf mit. | Hydrologisches Naturdenkmal: Wasserfall                                                             |
| ja   | Datei hochladen | Wasserfälle (Reinbachfälle) ID: 078_P34                                                  | Koordinaten fehlen! Hilf mit. | Hydrologisches Naturdenkmal: Wasserfall                                                             |
|      | Datei hochladen | Wasserfall (Großer Abfaller) ID: 078_P35                                                 | Koordinaten fehlen! Hilf mit. | Hydrologisches Naturdenkmal: Wasserfall                                                             |
|      | Datei hochladen | Wasserfall (Kleiner Abfaller) ID: 078_P36                                                | Koordinaten fehlen! Hilf mit. | Hydrologisches Naturdenkmal: Wasserfall                                                             |
|      | Datei hochladen | Mineralquelle von Bad Winkel ID: 078_P37                                                 | Koordinaten fehlen! Hilf mit. | Hydrologisches Naturdenkmal: Quelle                                                                 |
|      | Datei hochladen | Zentraler Lenkstein Ferner ID: 078_P38                                                   | Koordinaten fehlen! Hilf mit. | Hydrologisches Naturdenkmal: Gletscher                                                              |
|      | Datei hochladen | Östlicher Lenkstein Ferner ID: 078_P39                                                   | Koordinaten fehlen! Hilf mit. | Hydrologisches Naturdenkmal: Gletscher                                                              |
|      | Datei hochladen | Westlicher Lenkstein Ferner ID: 078_P40                                                  | Koordinaten fehlen! Hilf mit. | Hydrologisches Naturdenkmal: Gletscher                                                              |
|      | Datei hochladen | Hochgall Ferner ID: 078_P41                                                              | Koordinaten fehlen! Hilf mit. | Hydrologisches Naturdenkmal: Gletscher                                                              |
|      | Datei hochladen | Östlicher und Zentraler Rieser Ferner ID: 078_P42                                        | Koordinaten fehlen! Hilf mit. | Hydrologisches Naturdenkmal: Gletscher                                                              |
|      | Datei hochladen | Westlicher Rieser Ferner oder Tristen Kees ID: 078_P43                                   | Koordinaten fehlen! Hilf mit. | Hydrologisches Naturdenkmal: Gletscher                                                              |
|      | Datei hochladen | Östliches Schneebiges Nock-Kees ID: 078_P44                                              | Koordinaten fehlen! Hilf mit. | Hydrologisches Naturdenkmal: Gletscher                                                              |
|      | Datei hochladen | Westliches Schneebiges Nock-Kees ID: 078_P45                                             | Koordinaten fehlen! Hilf mit. | Hydrologisches Naturdenkmal: Gletscher                                                              |
|      | Datei hochladen | Nördliches Geltal Kees ID: 078_P46                                                       | Koordinaten fehlen! Hilf mit. | Hydrologisches Naturdenkmal: Gletscher                                                              |
|      | Datei hochladen | Südliches Geltal Kees ID: 078_P47                                                        | Koordinaten fehlen! Hilf mit. | Hydrologisches Naturdenkmal: Gletscher                                                              |

| Foto: | Fotografie des Naturdenkmals. Klicken des Fotos erzeugt eine vergrößerte Ansicht. Daneben finden sich zwei Symbole: |
| ID    | Identifikator bei der Abteilung Natur, Landschaft und Raumentwicklung der Südtiroler Landesverwaltung               |